# Белфорте (Сијена)
Белфорте (итал. Belforte) је насеље у Италији у округу Сијена, региону Тоскана.
Према процени из 2011. у насељу је живело 226 становника. Насеље се налази на надморској висини од 537 м.